# Бобойковского льнозавода
Бобойковского льнозавода — посёлок в Мышкинском районе Ярославской области России.
В рамках административно-территориального устройства относится к Шипиловскому сельскому округу Мышкинского района, в рамках организации местного самоуправления включается в Приволжское сельское поселение.

## География
Посёлок находится в юго-западной части области, в районе хвойно-широколиственных лесов европейской части Российской Федерации, зоне хвойно-широколиственных лесов. Служит местом окончания автодороги 78Н-0345. Близ окраины посёлка протекает река Сутка. Расстояние до районного центра города Мышкина — примерно 11 км по прямой, город находится к востоку от посёлка. Протяжённость автомобильных дорог в границах населённого пункта — 1,2 км. Согласно ОКАТО, в населённом пункте улицы отсутствуют, есть только отдельные дома. Однако по КЛАДР есть одна улица, носящая наименование «Территория Автодорога Бобойковского льнозавода».

### Климат
Климат населённого пункта характеризуется как умеренно континентальный, со средней теплоты летом, во время которого выпадает много осадков, и не очень холодной зимой. В среднем температура зимой (январь) составляет -10,1 оС, летом (июль) +18,0 оС. Средняя многолетняя температура — +4,4 оС. Наименьшая зафиксированная — -46,0 оС, наибольшая +36,0 оС. За год выпадает примерно 641 мм осадков, больше половины (70%) — в теплую погоду. Больше всего осадков выпадет в августе, меньше всего в феврале. Снег начинает ложиться в середине ноября и тает до середины апреля. Держится снежный покров в среднем 155 дней, достигая высоты в 50-60 см. Почвы промерзают до 120 мм. Наиболее обычен юго-западный ветер средней скоростью 3,6 м/сек. Наиболее редки северо-восточные ветра.

### Часовой пояс
Посёлок Бобойковского льнозавода, как и вся Ярославская область, находится в часовой зоне МСК (московское время). Смещение применяемого времени относительно UTC составляет +3:00.

## История
В 1930 году здесь начал строиться одноимённый льнозавод. Он располагался неподалёку от деревни Бобойки. Со временем примерно там же образовался одноимённый населённый пункт. На карте 50-х годов он ещё не значится, однако к 1985 году населённый пункт тут уже был. Завод с 1945 года стал самостоятельным предприятием (до этого приёмный пункт), прекратил деятельность как государственное предприятие в 1992.

## Население
| 2007 | 2010 |
| ---- | ---- |
| 54   | ↘35  |

### Национальный состав
Согласно результатам переписи 2002 года, в национальной структуре населения русские составляли 98% из 62 человек, прописанных в посёлке.

## Инфраструктура
Памятник погибшим воинам в годы ВОВ (установлен в 1970 году). Есть продуктовый магазин. Подключен интернет.